# Belváros (Miskolc)
Pour les articles homonymes, voir Belváros (homonymie).
Belváros est un quartier de Miskolc, correspond au centre historique de la ville. On y trouve la plupart des monuments anciens autour de l'artère principale Széchenyi István út.